# Glorieta de Covadonga (Sevilla)

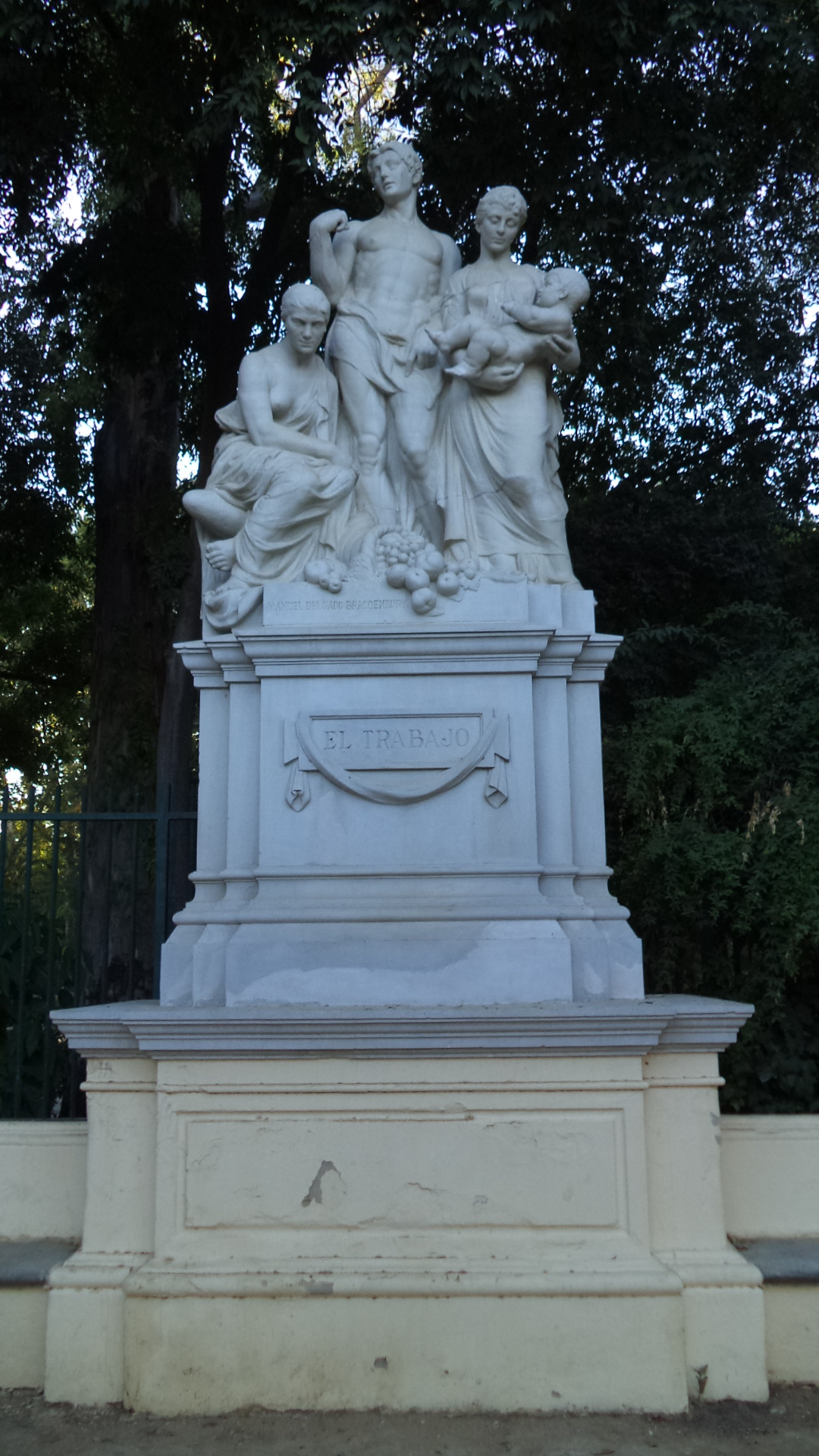
El Trabajo. Representación alegórica de Manuel Delgado Brackenbury.

La glorieta de Covadonga se encuentra en el parque de María Luisa de Sevilla (Andalucía, España).

## Historia y características
En 1913 el Comité de la Exposición encargó varios conjuntos escultóricos para el salón elíptico del pabellón de Bellas Artes de la Exposición Iberoamericana de 1929.
Lorenzo Coullaut-Valera realizó El Arte y El Genio y Manuel Delgado Brackenbury realizó El Trabajo y La Ciencia. Las esculturas fueron realizadas en 1914 y 1916. Fueron colocadas en la glorieta de Covadonga en 1919, siendo conocida también desde entonces como glorieta de las Estatuas. Covadonga es el lugar histórico donde tuvo la batalla que dio comienzo a la reconquista cristiana de Hispania.
Cada uno de los conjuntos está formado por tres estatuas de piedra en un pedestal del mismo material.
Cada uno de los grupos tiene un significado. El Arte simboliza la escultura, la pintura y la arquitectura. Una estatua lleva cincel y mazo, otra paleta y pincel y otra un capitel. El Genio muestra a un joven acompañado por Minerva (diosa de la sabiduría), y otra figura agachada representando a la ignorancia vencida. El Trabajo muestra un hombre en pie, una mujer en reflexión y otra figura también femenina que lleva un niño entre sus manos, representando cada uno respectivamente la vida activa, la contemplativa y los frutos del trabajo, y también se puede observar un cuerno de la abundancia vertiendo sus frutas sobre el pedestal. La Ciencia muestra a un señor mayor reflexionando, una mujer con túnica bajo la cual hay unos libros y una mujer contemplándola.
La plaza fue reformada en 1928. Entonces le fueron añadidos los bancos que la rodean. El encargado fue el arquitecto Pedro Sánchez Núñez.
En uno de sus laterales se edificó lo que sería el pabellón de la Prensa de la Exposición Iberoamericana, (que ahora es un centro de enseñanza) y en sus aledaños se realizó el pabellón Domecq.

## Galería de Imágenes

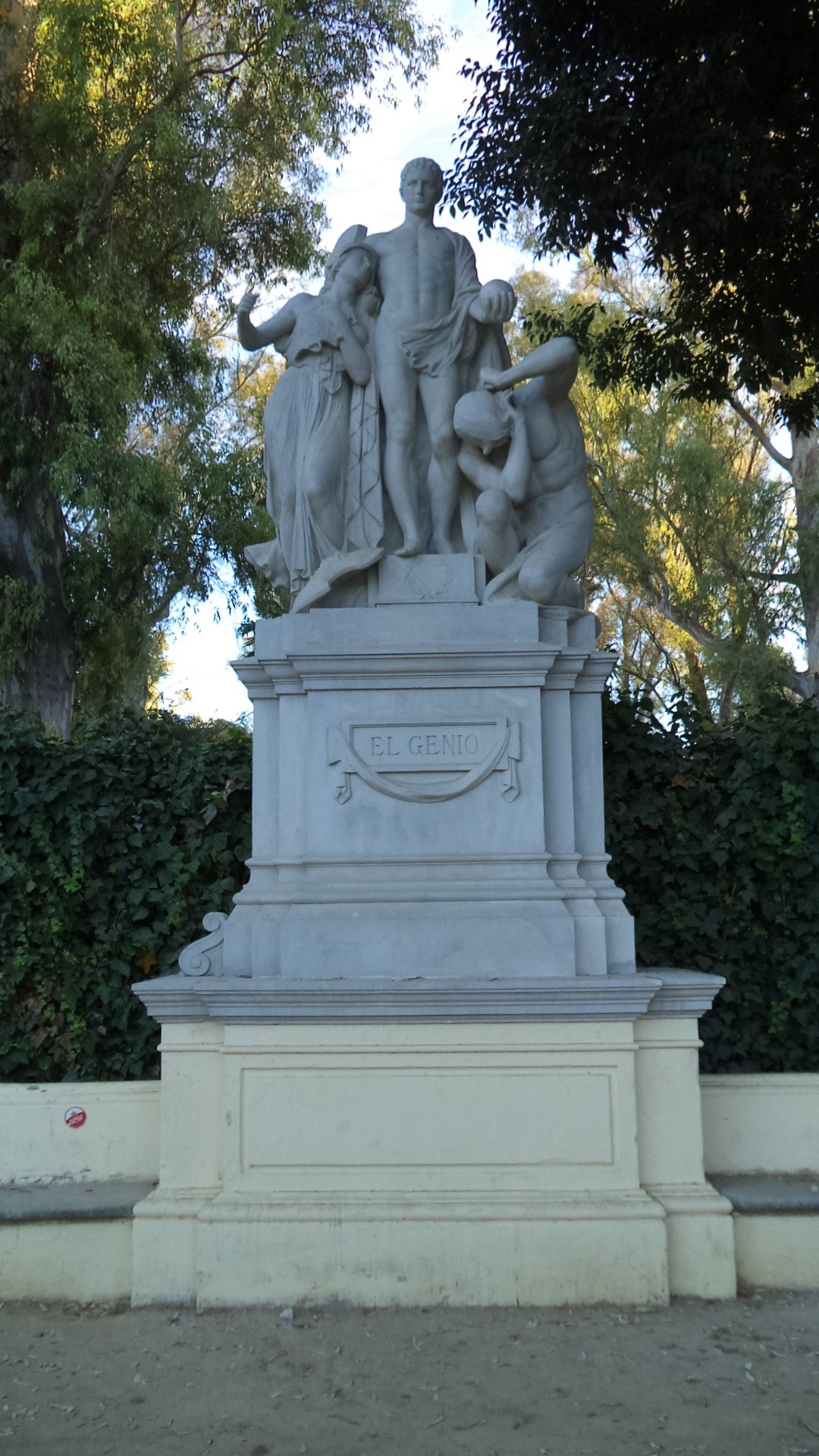
Representación alegórica del genio
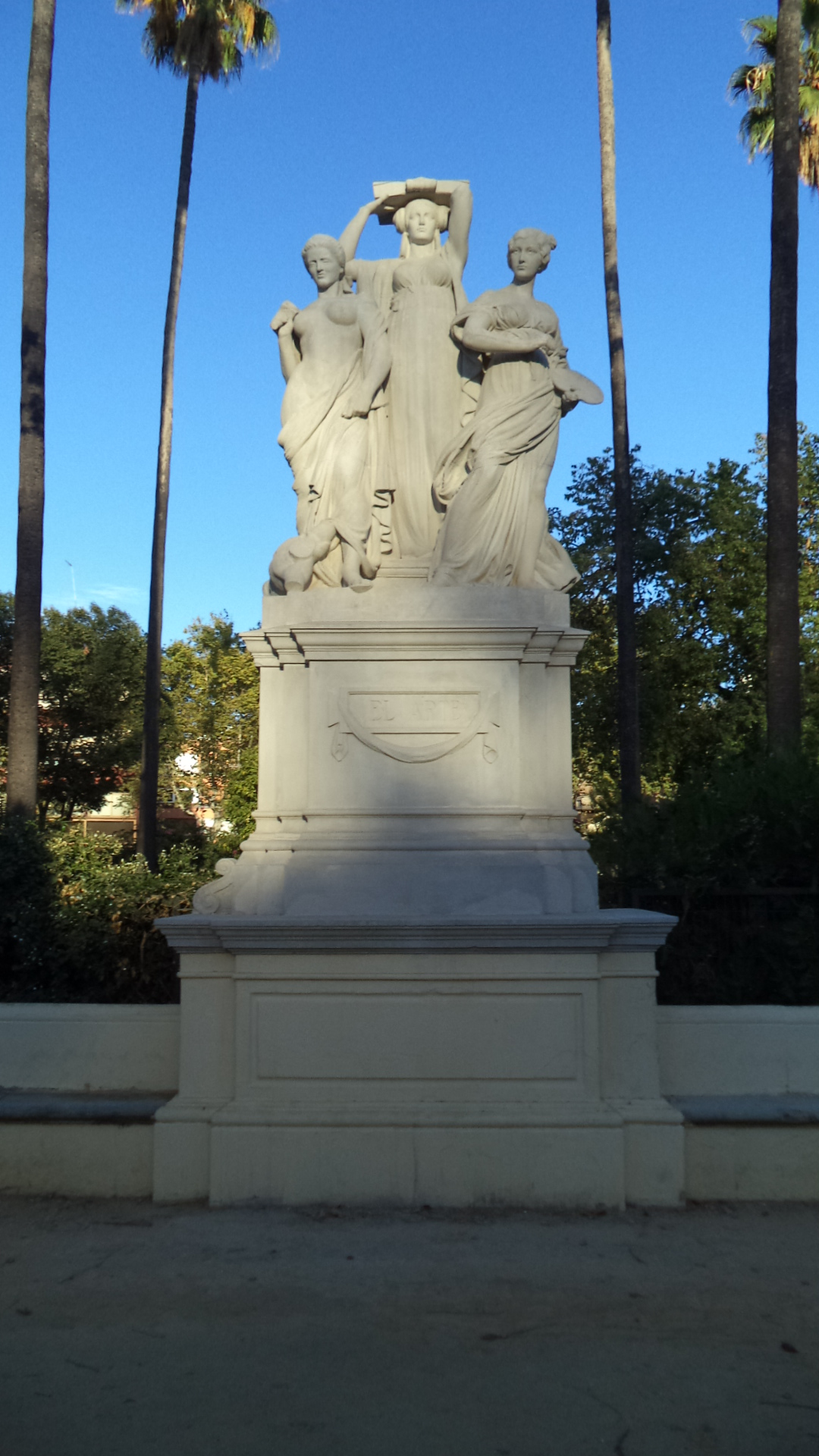
Representación alegórica del arte
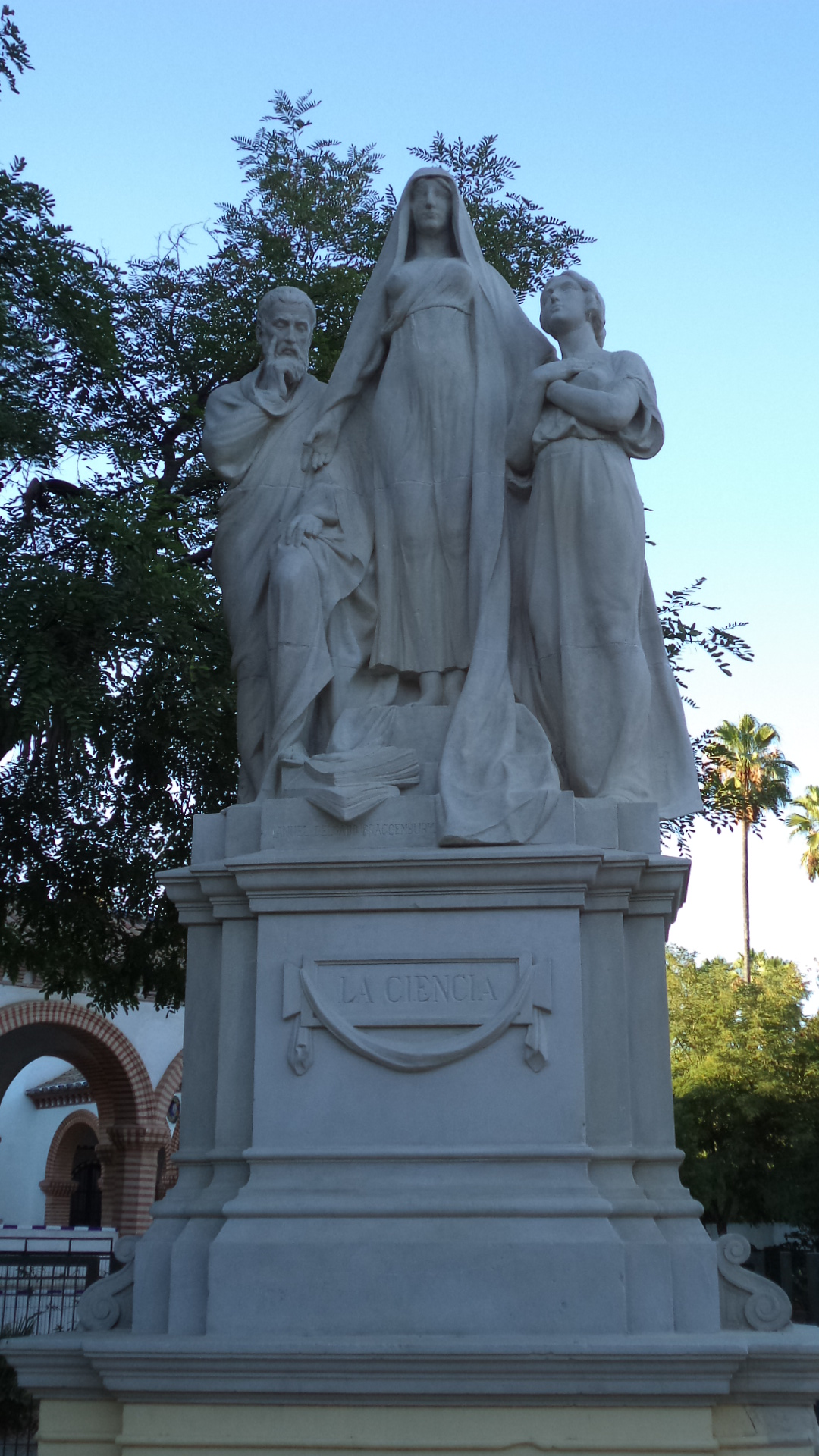
Representación alegórica de la ciencia